# Nerprun alaterne
Rhamnus alaternus
Espèce
Classification phylogénétique
Statut de conservation UICN

 LC  : Préoccupation mineure

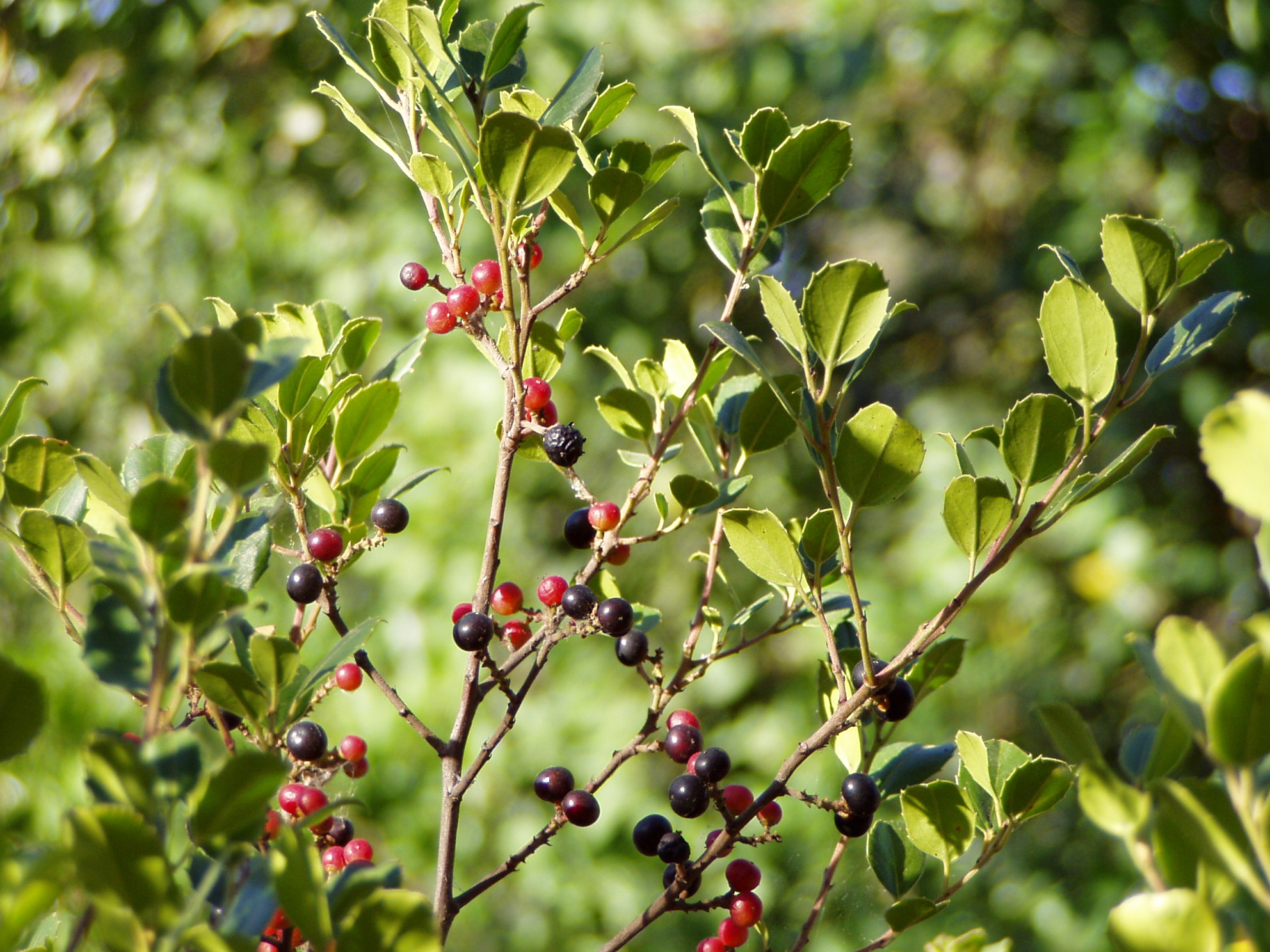
Fruits.

Le Nerprun alaterne (Rhamnus alaternus L.) est une espèce de plantes à fleurs de la famille des Rhamnacées, caractéristique des garrigues méditerranéennes.

## Étymologie
Le nom de genre Rhamnus provient du grec ράμνος/rhamnos, nom du Nerprun purgatif en grec (Dioscoride 1, 119) et l'épithète spécifique alaternus est l'ancien nom latin de la plante (latin alaternus : alterne).
Le terme français « nerprun » dérive du latin populaire niger prunus, « prunier noir », qui a donné aussi noirprun synonyme de nerprun cathartique.

## Description
Le nerprun alaterne est un arbrisseau de 1 à 5 mètres de haut, à feuillage persistant. Il est capable de vivre une centaine d'années. C'est un arbrisseau dioïque.
Il est pourvu de rameaux alternes, non épineux (à la différence de Rhamnus cathartica). Les feuilles sont alternes, coriaces, persistantes, luisantes, souvent dentées. Elles sont ovales ou lancéolées, à bord cartilagineux.
Ses minuscules fleurs jaunâtres, unisexuées, apparaissent aux mois de mars et avril, parfois avant. Elles sont groupées en petites grappes latérales. Le calice possède 5 lobes réfléchis dans les fleurs mâles, et dressés dans les fleurs femelles. Il n'a pas de pétales.
Les fruits sont des drupes d'abord rouges, puis noires à maturité, avec 2 ou 3 sillons.
Le nerprun alaterne panaché (Rhamnus alaternus 'argenteovariegata') est un cultivar ornemental de Rhamnus alaternus.
On distingue deux sous-espèces :
- Rhamnus alaternus L. subsp. alaternus
- Rhamnus alaternus L. subsp. myrtifolia (Willk.) Maire

## Distribution
Le Nerprun alaterne est une plante héliophile que l'on trouve en France, Portugal, Espagne, ex-Yougoslavie, Albanie, Grèce, Italie, Turquie, Israël, Libye, Tunisie, Algérie, Maroc et Ukraine.
En France, il est commun sur le pourtour méditerranéen et dans le Sud-Ouest, à l’est il remonte vers le nord jusque dans l’Isère, à l’ouest jusqu’en Vendée (Noirmoutier).
Il se rencontre dans les friches, haies, lisières, garrigues. Il s'est naturalisé en Australie et Nouvelle-Zélande. Il est utilisé dans les programmes de reforestation.

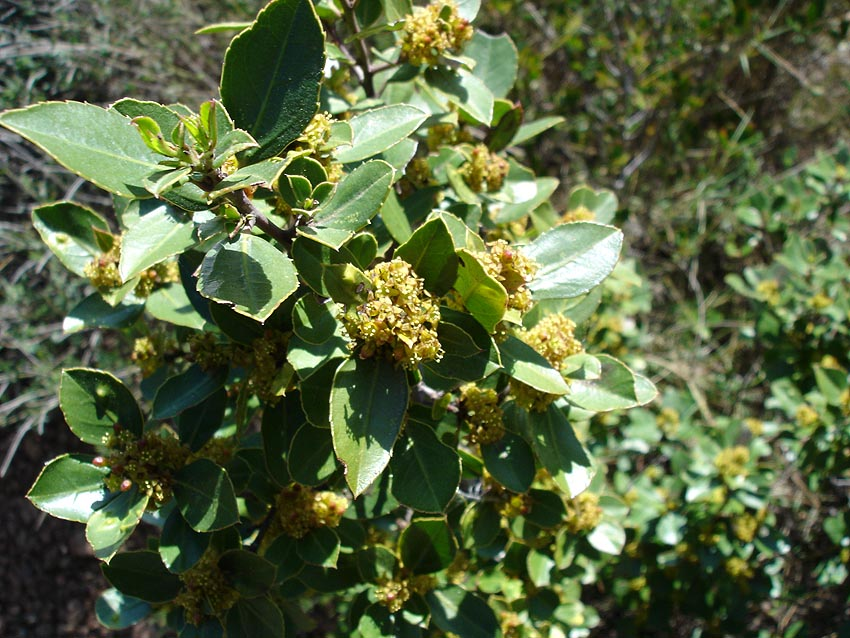
Fleurs.
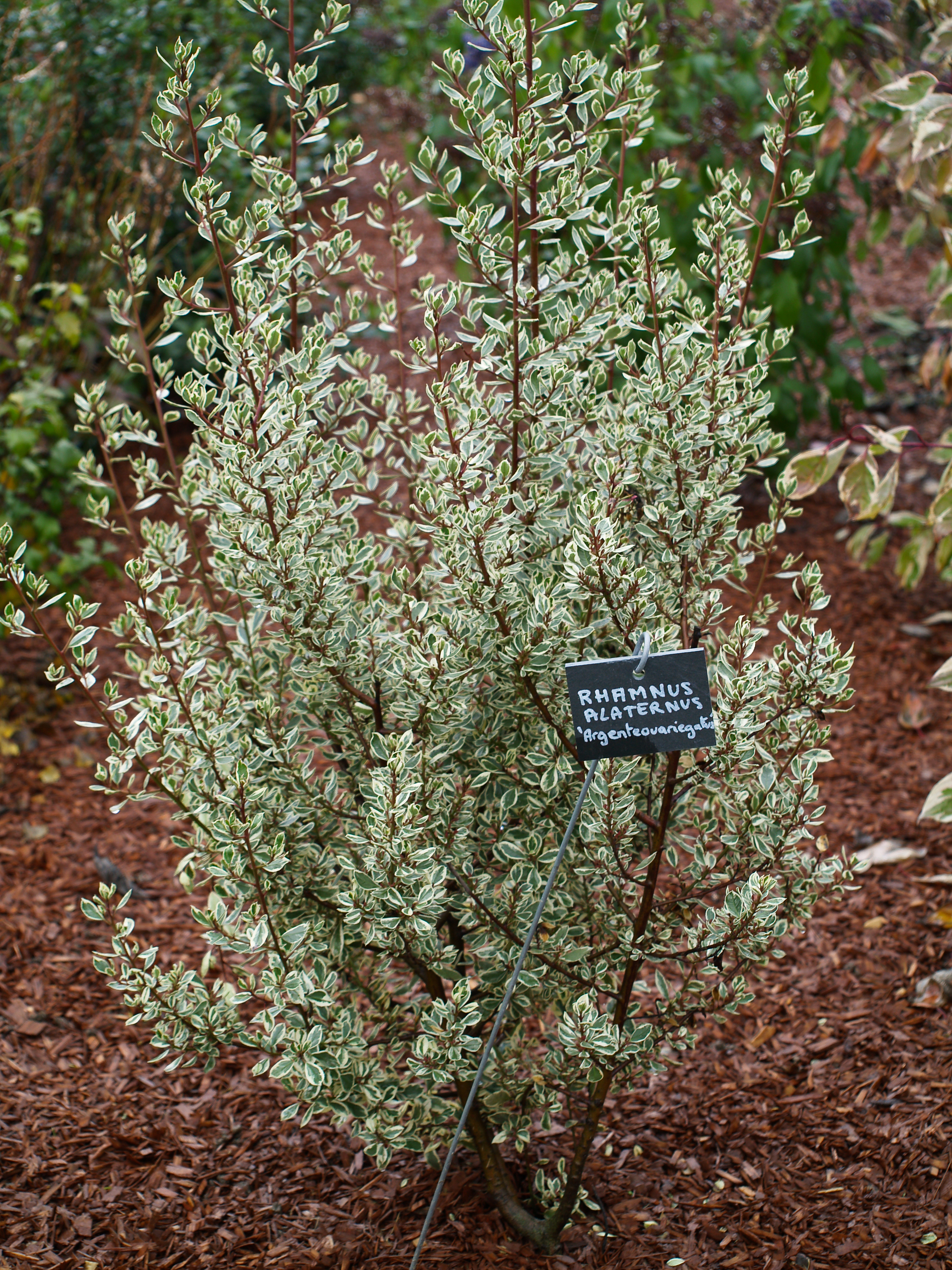
Rhamnus alaternus 'argenteovariegata'.

## Symbolique

### Calendrier républicain
Dans le calendrier républicain, l'Alaterne était le nom attribué au 7e jour du mois de ventôse, équivalant généralement aux 25 février grégoriens.